# Omari
Omari ist ein männlicher Vorname und Familienname.

## Verbreitung
Der Name kommt in Deutschland seit 2010 hin und wieder in der Namensgebung vor. Seitdem wurden rund 40 Jungen so genannt. In der Schweiz tragen 15 Personen den Namen (Stand 2023). In Österreich wurde der Name seit 1984 nur in den Jahren 2014 und 2021 jeweils ein Mal vergeben.
Der Name kommt in England und Wales seit 1996 fast jährlich in den Hitlisten vor. In den USA liegt der Name seit 1997 durchgehend in den Top-1000 der Vornamenscharts. Von 1930 bis 2023 wurde der Name circa 12.300 Mal vergeben. In Kanada wird der Name seit 1980 sporadisch bei der Namenswahl berücksichtigt. Die Vergabe ist auch in den Niederlanden, Frankreich, Dänemark, Schweden, Schottland und Nordirland nachgewiesen.

## Namensträger

### Vorname
- Constant Omari Selemani, kongolesischer Sportfunktionär, Mitglied im FIFA-Rat
- Joël Omari Tshibamba (* 1988), kongolesisch-niederländischer Fußballspieler
- Kanye Omari West (* 1977), US-amerikanischer Rapper, Sänger und Musikproduzent, siehe Kanye West
- Omari Ishmael Grandberry (* 1984), US-amerikanischer R&B-Sänger und Schauspieler, siehe Omarion
- Omari Newton, kanadischer Schauspieler

### Familienname
- Abdulaziz al-Omari (1979–2001), arabischer islamfundamentalistischer Terrorist
- Ali al-Omari (* 1973), saudischer Islam-Gelehrter und Fernsehprediger
- Ali al-Omari (Fußballspieler) (* 2002), jemenitischer Fußballspieler
- Arschad al-Omari (1888–1978), osmanischer Ingenieur und Politiker
- Dina El Omari (* 1982), deutsche Arabistin, Islamwissenschaftlerin und islamische Religionspädagogin, Hochschullehrerin an der Uni Münster
- Ilyas El Omari (* 1967), marokkanischer Politiker, Generalsekretär der Partei der Authentizität und Modernität (PAM)
- Levy Matebo Omari (* 1989), kenianischer Langstreckenläufer
- Michael Omari, eigentlicher Name von Stormzy (* 1993), britischer Grime-Rapper
- Morocco Omari (* 1975), US-amerikanischer Schauspieler
- Warmed Omari (* 2000), französischer Fußballspieler